# Orthoporus festae
Orthoporus festae är en mångfotingart som först beskrevs av Filippo Silvestri 1896.  Orthoporus festae ingår i släktet Orthoporus och familjen Spirostreptidae. Inga underarter finns listade i Catalogue of Life.